# Tridentiger kuroiwae
Tridentiger kuroiwae és una espècie de peix de la família dels gòbids i de l'ordre dels perciformes.

## Hàbitat
És un peix de clima temperat i demersal.

## Distribució geogràfica
Es troba al Japó.

## Observacions
És inofensiu per als humans.